# کیویونلکه‌ان
کیویونلکه‌ان (روسی: Кюёнэлэкээн) یک رودخانه در استان یاقوتستان کشور روسیه است.